# Muro da Mauá

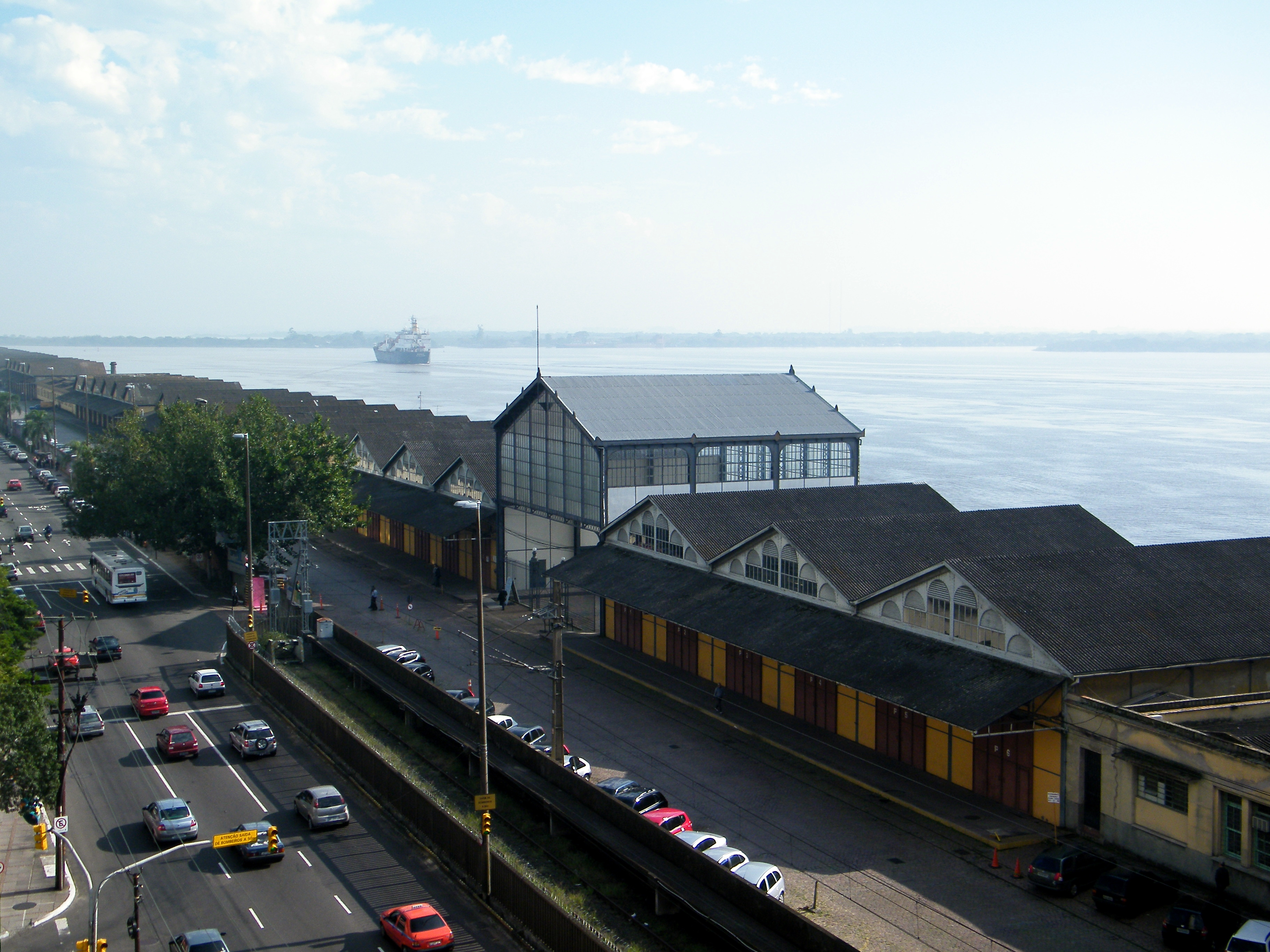
Cais do Porto, Pórtico Central.

Muro da Mauá é uma estrutura de proteção contra enchentes localizado entre o Cais Mauá e a Avenida Mauá, no Centro Histórico de Porto Alegre, Rio Grande do Sul. O muro de concreto armado tem 3 metros de altura e exatos 2 647 metros de comprimento. Conta com uma fundação em cortina contínua, também de três metros de profundidade, para evitar a percolação subterrânea. O muro foi finalizado em 1974 feito em proteção contra as cheias do Guaíba. Como alternativa ao muro permanente, foi proposto um sistema de proteção modular removível, sobre arquibancadas.

## História
O Muro da Mauá, é uma das maiores obras de engenharia urbana da história de Porto Alegre. Ele foi construído para proteger o centro histórico da cidade das recorrentes inundações causadas pela elevação do nível do lago Guaíba, especialmente após a trágica enchente de 1941. Após discussões e estudos técnicos, decidiu-se construir não apenas diques, mas também um muro de concreto permanente ao longo do Cais Mauá e da Avenida Mauá, em local onde não era possível elevar o terreno por se tratar de área densamente urbanizada e com intensa atividade portuária.
Durante o século XX, Porto Alegre enfrentou enchentes severas, especialmente em 1928, 1936 e, de forma catastrófica, em 1941, quando o Guaíba chegou a 4,76 metros, alagando todo o centro da cidade. A obra foi formalizada em 28 de abril de 1973, por meio de convênio entre o Departamento Nacional de Obras e Saneamento (DNOS), o Estado do Rio Grande do Sul e a Prefeitura de Porto Alegre, no governo do engenheiro e prefeito Telmo Thompson Flores. O muro foi executado entre 1971 e 1974, com sua conclusão oficial em 1974.

### Críticas
Durante o período de construção, Porto Alegre vivia um momento de forte centralização política (governos militares), com investimentos em infraestrutura pesada. O projeto do sistema de proteção contra enchentes incluía casas de bombas, diques e o famoso muro ao longo do Cais Mauá. Embora a obra fosse considerada tecnicamente eficaz, ela causou rejeição pública e intelectual quase imediata. Desde sua construção, o muro tem sido alvo de críticas por sua aparência e por criar uma barreira física e visual entre o centro histórico e a orla do Guaíba, prejudicando projetos de revitalização da região do cais.
O sistema foi projetado com base na cheia de 1941, pensando para eventos até 6 m, mas não estava preparado para a crescente frequência de eventos extremos causados por mudanças climáticas. Segundo especialistas, o cenário recente indica que cheias intensas devem se repetir no século XXI. A ausência de um plano emergencial eficaz para caso de falhas estruturais foi criticada por especialistas, reforçando que decisões de risco devem ser planejadas antecipadamente.
Um relatório de 2014, encomendado à Simon Engenharia e entregue ao DEP e à Prefeitura, já apontava fissuras no muro, comportas com vedação inadequada e casas de bomba mal conservadas. Esses problemas se materializaram na enchente de 2024, com vazamentos generalizados e apenas 4 das 23 casas de bomba operando no momento crítico. Especialistas como os professores Walter Collischonn (UFRGS) e lígia Bergamaschi Botta afirmam que o sistema falhou por anos de descuido: comportas deformadas, parafusos faltando, falta de energia nas bombas — tudo somado a uma estrutura que não tinha suporte técnico adequado para a enchente de 2024.

### Histórico do uso de comportas
- Em 1983, as comportas foram pontualmente fechadas pela primeira vez desde a sua construção. A operação levou cerca de seis a sete horas e ocorreu em conjunto com o prefeito João Antônio Dib devido à grande quantidade de chuva e risco iminente de inundação da cidade. O sistema não chegou a ser plenamente utilizado, e mostrou a dificuldade de utilização em caso de emergência.[5]
- Em 12 de outubro de 2015, todas as 14 comportas foram fechadas preventivamente pelo DEP, durante uma elevação histórica do nível do Guaíba (atingindo cerca de 2,92 m), marcando a primeira vez que o sistema foi acionado totalmente desde sua construção. Durante o evento, embora algumas zonas da cidade tenham ficado inundadas, a utilização do sistema foi providencial para evitar danos maiores a região central de porto alegre.[10]
- Dos dias 2 a 5 de maio de 2024, com o Guaíba em elevação acelerada, várias comportas foram fechadas preventivamente pela Prefeitura e pelo DMAE. Segundo nota oficial da Prefeitura de Porto Alegre, sete comportas foram fechadas até 5 de maio, incluindo as situadas nas avenidas Mauá, Sepúlveda e Castelo Branco.[11]
- Entre os dias 5 e 10 de maio de 2024, foi providenciado o fechamento de todas comportas de maneira emergencial, entretanto algumas delas sofreram danos com o tempo e não foram possíveis de serem completamente fechadas ou vedadas. Sendo necessária a utilização de sacos de areia, lonas e placas de madeira para tentar evitar a invasão da água para a cidade. Estas falhas graves acabaram por não permitir a contenção da água que conseguiu invadir a zona central e zona norte da cidade.[12][13]

## Sistema de proteção contra cheias
O muro é parte de um sistema de proteção contra cheias constituído de 68 km de diques, externos e internos, 14 comportas de metal e 19 casas de bombas. O muro representa apenas 4% da extensão dos diques de proteção do sistema e localiza-se ao longo do Canal dos Navegantes, parte do Delta do Jacuí situando-se próximo de Canoas. O sistema foi construído a fim de evitar catástrofes semelhantes à enchente de 1941. As comportas já foram fechadas em diversos momentos após sua construção.
Além do muro, o sistema conta com canais de macro-drenagem (como os arroios Dilúvio e Cavalhada) e diques montados sob as avenidas Beira-Rio (ao sul) e Presidente Castello Branco (ao norte). As casas de bombas (com um total de 83 bombas com capacidade de bombear 159 mil litros por segundo) estão localizadas em pontos específicos da cidade para levar as águas para o Rio Jacuí e o Rio Gravataí.
| Número de comporta | Localização                                    | Tipo atual | Situação atual                       | Ref.   |
| ------------------ | ---------------------------------------------- | ---------- | ------------------------------------ | ------ |
| 1                  | Usina do Gasômetro / Orla do Guaíba            | Móvel      | Reformada, aberta                    | [ 19 ] |
| 2                  | Caís do Porto Mauá                             | Móvel      | Reformada, aberta                    | [ 19 ] |
| 3                  | Av. Mauá x Rua Padre Tomé                      | Fixa       | Fechada em concreto, em 2025         | [ 19 ] |
| 4                  | Av. Mauá x Rua Sepúlveda                       | Móvel      | Reformada, aberta                    | [ 19 ] |
| 5                  | Av. Mauá                                       | Fixa       | Fechada em concreto, em 2025         | [ 19 ] |
| 6                  | Av. Mauá (acesso ao cais)                      | Móvel      | Reformada, aberta                    | [ 19 ] |
| 7                  | Av. Mauá                                       | Fixa       | Fechada em concreto, em 2025         | [ 19 ] |
| 8,9 e 10           | Av. Castelo Branco                             | Fixa       | Em processo de fechamento definitivo | [ 19 ] |
| 11                 | Av. São Pedro                                  | Móvel      | Em processo de substituição          | [ 19 ] |
| 12                 | Av. Cairú                                      | Móvel      | Em processo de substituição          | [ 19 ] |
| 13                 | Av. Castelo Branco                             | Fixa       | Em processo de fechamento definitivo | [ 19 ] |
| 14                 | Av. Castelo Branco x Rua Voluntários da Pátria | Móvel      | Em processo de substituição          | [ 19 ] |

## Galeria

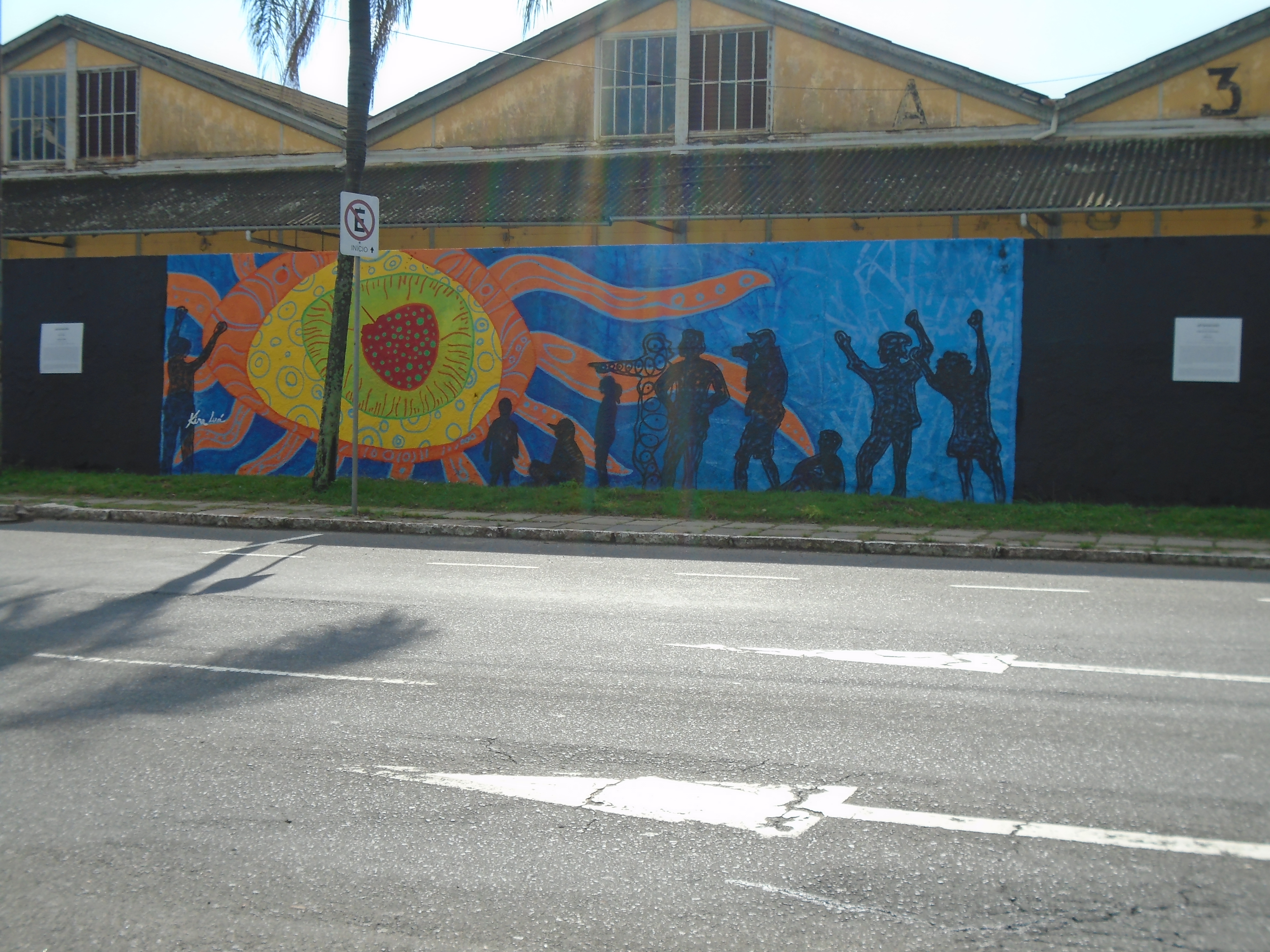
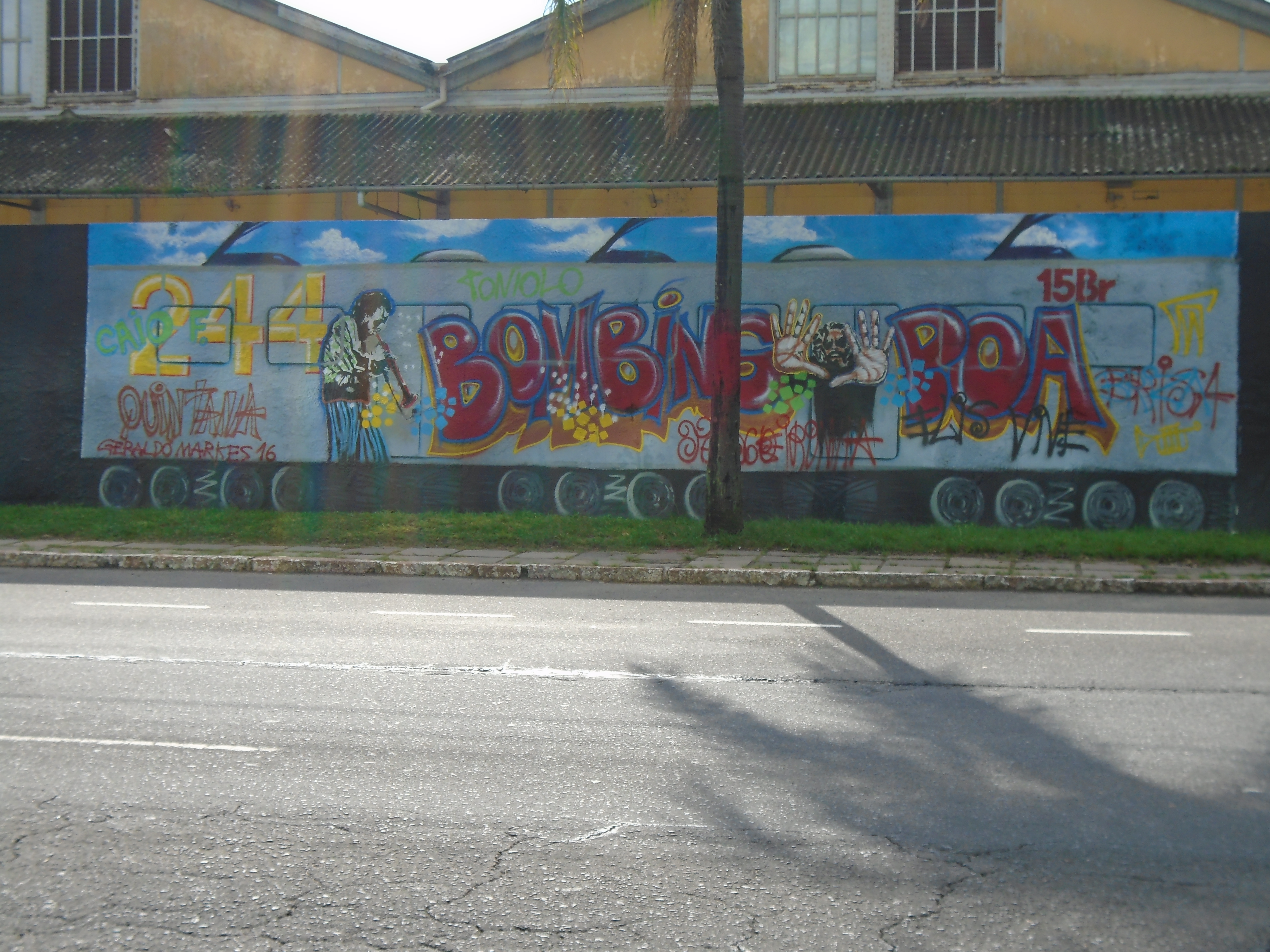
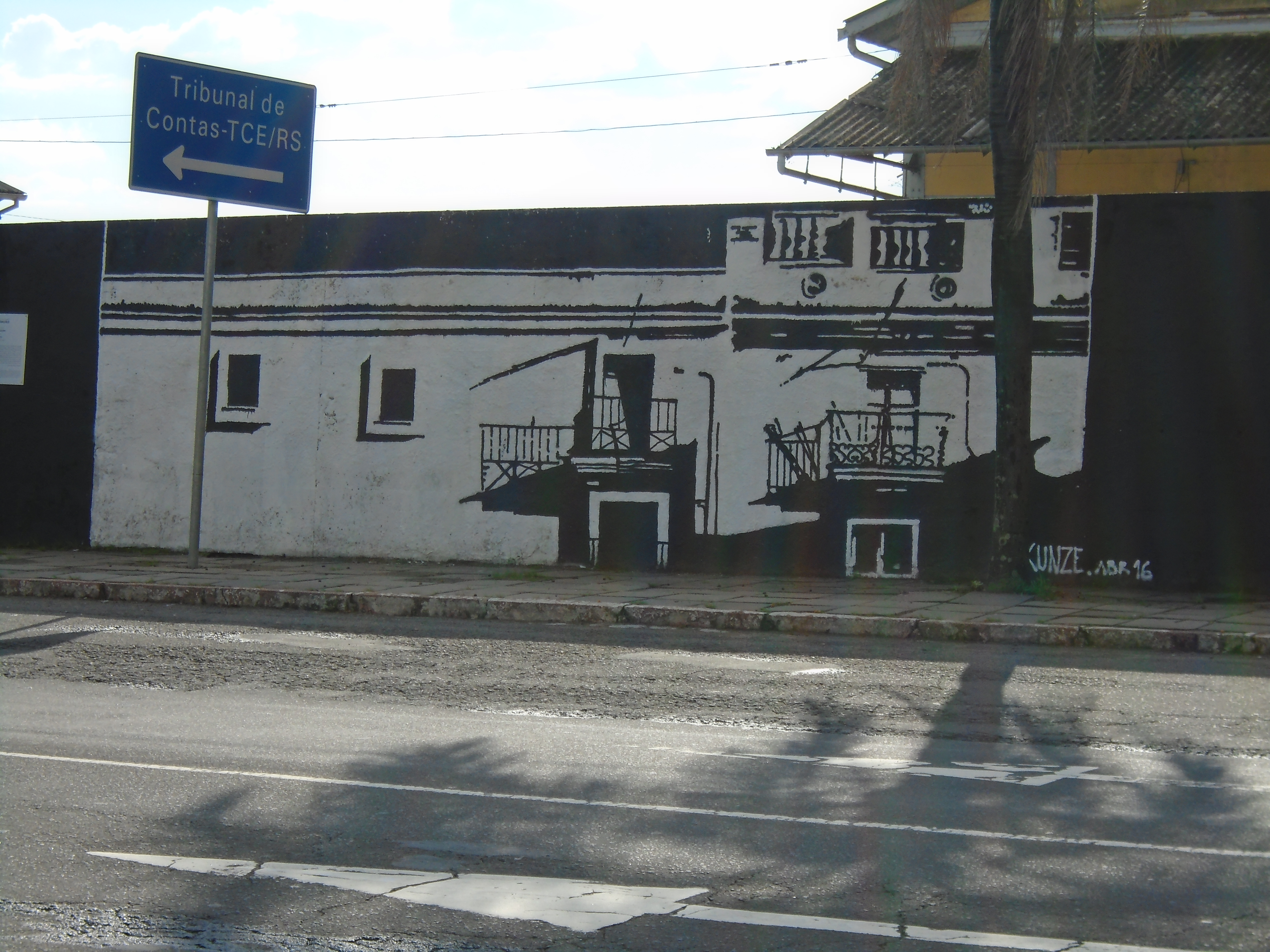
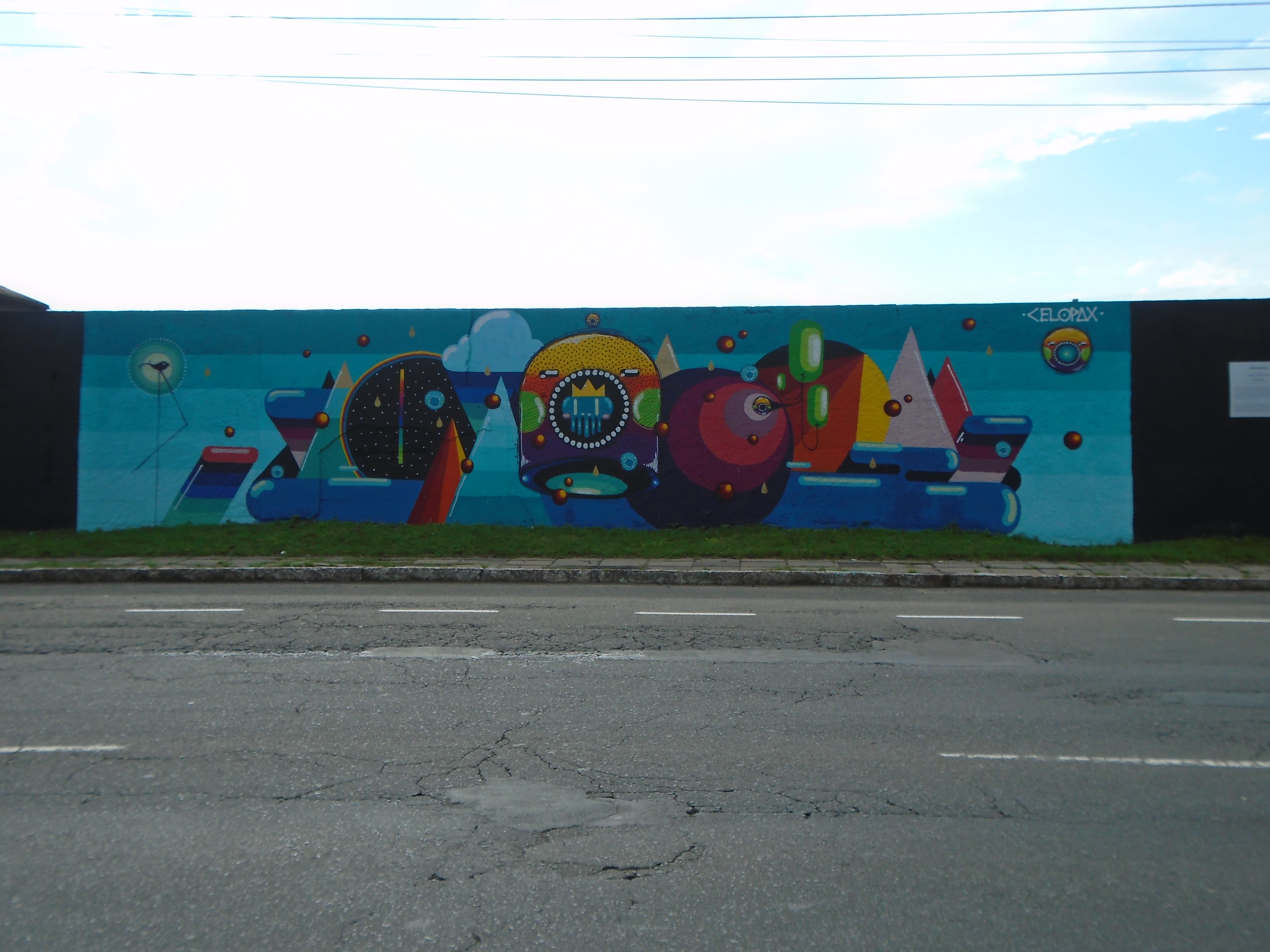